# Ходери
Ходери је у јапанској митологији син камија Ниниги-но-Микота и цветне принцезе Коноханасакуја-химе, а брат Хооријев. Према легенди, Ходери је био бог риболова, а његов брат Хоори, бог лова. Једног дана су заменили своја оруђа и Хоори је отишао да пеца, а Ходери да лови. Међутим, Хоори није успео ништа да упеца, и још је изгубио братовљеву удицу, чиме је страшно наљутио свога брата Ходерија. Хоорију је помогао један старац да оде у подводно краљевство и нађе удицу. Тамо је упознао прелепу кћерку бога мора, заљубио се у њу, заборавио на удицу и остао у краљевству. Тек после 3 године, најзад се сетио братовљеве удице коју је пронашао уз помоћ бога мора. Ходери је касније опростио своме брату што је изгубио његово оруђе. У Јапану се верује да је Хо-ори предак јапанских царева, а Ходери предак досељеника са југа.